# Боложовка (село)
Боложо́вка (укр. Боложівка) — село в Шумской городской общине Кременецкого района Тернопольской области Украины.
До 2020 года входило в Шумский район.
Население по переписи 2001 года составляло 895 человек. Почтовый индекс — 47115. Телефонный код — 3558.